# Jurica Šalić
Fra Jurica (Juro) Šalić (Dragočaj, 1. listopada 1948. − Bihać, 14. prosinca 2008.), rimokatolički svećenik iz Bosne i Hercegovine hrvatske nacionalnosti, iz reda franjevaca provincije sv. Križa Bosna Srebrena, zavičajni povjesničar

## Životopis
Rodio se je u Dragočaju. Osnovnu školu pohađao je u Motikama i Dragočaju a Franjevačku klasičnu gimnaziju u Visokom. Novicijat je proveo u Kraljevoj Sutjesci 1968./69. godine. Potom je studirao bogoslovlje i odslužio obvezni vojni rok.  27. travnja 1975. se je zaredio za svećenika. Služobavo je u ovim župama: Breške, Tuzla, Petrićevac, Bugojno, Lepenica i Barlovci. U Barlovcima je proveo najburnija vremena te župe, od 1985. do 1998. godine. Potom je službovao u misiji u Vojniću među prognanicima iz Bosne. Vodio je potom katoličku misiju za prognanike u Tušiloviću kod Karlovca. Uz pastoral, bavio se je istraživanjem povijesti svog kraja. Umro je 14. prosinca 2008. u 61. godini života, 40. redovništva u franjevačkom Redu i 34. svećeništva. Sveta misa zadušnica i ispraćaj bio je u župnoj crkvi sv. Ante Padovanskoga u Bihaću 15. prosinca 2008. godine. Sveta misa zadušnica bila je i 16. prosinca 2008. na Petrićevcu a pokop je bio na Fratarskom groblju.

## Djela
Djela:
- Hod u vjeri, 1991.

- Sjeverozapadno od Banje Luke, 1999.

- Diljem zavičaja, 2000.

- Franjevci sjeverozapadne Bosne, 2002.

- S banjalučkih strana, 2003.